# Ревалдс, Валдис Фрицевич
Валдис Фрицевич Ревалдс (1930 — 2015) был латвийским учёным, физиком, автором выдающихся книг по физике, долголетним доцентом Латвийского Государственного Университета.

## Образование
Родился в округе Тукумс, посёлок Дэирциемс. Учился в семилетней начальной школе Дзирциемс-Ламини, которую за шесть лет закончил с хорошими результатами (1941—1947). С 1947 по 1950 годов учился в средней школе в Талси. Физику изучал в Физико-математический факультете Латвийского университета (1950—1955). Дипломную работу разработал под руководством профессора Э. К. Краулиней по теме определения концентрации возбуждённых атомов в парах смесей газов. После окончания Физико-математического факультета Латвийского университета, он начал работать старшим лаборантом. По рекомендации Э. К. Краулини 1959.году был направлен в аспирантуру в Санкт-Петербургский_государственный_университет где под руководством известного оптика и спектроскописта Сергея Эдуардовича Фриша работал в первой в СССР кафедре оптики при Физическом факультете Санкт-Петербургского государственного университета. Тема исследований была эффективные сечения прямого и ступенчатого возбуждения атомов неона. Исследования в аспирантуре в Санкт-Петербургском государственном университете длились до 1962 года. Уже вернувших домой в 1965 году защитил диссертацию кандидата физико-математических наук.

## Педагогическая и научная квалификация
- Кандидат физико-математических наук (1965)
- Доцент кафедры экспериментальной физики Латвийского университета (1974)
- Доктор физики (1992)
- Почетное звание заслуженного доцента (1994)

## Работа
- 1955-1959- старший лаборант на Физико-математическом факультете Латвийского университета (ЛУ ФМФ)
- 1962-1963- ассистент в ЛУ ФМФ
- 1964-1968- старший преподаватель ЛУ ФМФ
- 1969-1973- исполнитель должности доцента ЛУ ФМФ
- с 1974 — доцент ЛУ ФМФ

## Академическая деятельность
Он стоял в начале создания высшего образования по физике в Латвийском университете. Разработал и читал курсы по физике в Физико-математическом факультете Латвийского университета: «Спектральные аппараты и спектральные измерения», «Практическая оптика», «Физика газового разряда и элементарные процессы в плазме», факультативный курс "Практический спектральный анализ, для бакалавров программы «Информатика» — курс «Оптика», впервые в Латвии разработан учебный курс «Фурье-оптика», а также курс «История физики и техники». Созданы и проведены лабораторные работы по экспериментальной физике. Руководил и рецензировал студенческие курсовые и дипломные работы.

## Публикации
Опубликовано 20 оригинальных изданий учебно-методической литературы на латышском языке, 7 — научных публикаций, написано 100 статей для Латвийской Советской Энциклопедии по физике. Он написал 2 научно-популярных книг по физике.

## Ключевые публикации
- Ревалдс В. Спектральные аппараты. ЛГУ, Рига, 292 стр. 1977.
- Ревалдс В. Элементарные процессы в плазме. ЛГУ, Рига, 112 стр. 1985.
- Ревалдс В., Интерференции в оптике. ЛГУ, Рига, 124 стр. 1993.
- Ревалдс В. Оптика от античности до современности. Издательство Mācību grāmata, Рига, 384 стр. 2001.
- Ревалдс В. Страницы истории физики и техники от каменного топора до ядерного реактора. ЛУ Академический издательский дом. 430 стр. 2006.